# Naïm Aarab
Naïm Aarab (ur. 7 lutego 1988 w Brukseli) – belgijski piłkarz pochodzenia marokańskiego występujący na pozycji obrońcy. Zawodnik klubu AFC Tubize.

## Kariera klubowa
Aarab jako junior grał w klubach AFC Tubize, RSC Anderlecht oraz NEC Nijmegen. W 2007 roku został włączony do pierwszej drużyny NEC. W Eredivisie zadebiutował 25 sierpnia 2007 w przegranym 0:5 meczu z PSV Eindhoven. W sezonie 2007/2008 rozegrał 6 spotkań, a w lidze NEC zajął 8. miejsce.
Latem 2008 roku Aarab podpisał kontrakt z grecką Larisą. W pierwszej lidze greckiej zadebiutował 31 sierpnia 2008 w wygranym 3:0 meczu z AÓ Thrassývoulos. W sezonie 2008/2009 w lidze greckiej zagrał 18 razy, a jego klub uplasował się na 5. miejscu w klasyfikacji końcowej Super League Ellada. Dzięki temu w sezonie 2009/2010 występował z zespołem w Lidze Europy, z której Larisa odpadła jednak w drugiej rundzie, po porażce w dwumeczu z islandzkim Reykjavíkur.
Sezon 2010/2011 Aarab spędził na wypożyczeniu w RSC Charleroi. Następnie wrócił do Larisy, gdzie grał jeszcze przez sezon 2011/2012. W 2012 roku odszedł do węgierskiego Újpestu. W sezonie 2013/2014 był stamtąd wypożyczony do belgijskiego drugoligowca Sint-Truidense VV. W 2014 roku został zawodnikiem marokańskiego Wydadu. W 2015 roku zdobył z nim mistrzostwo Maroka. Sezon 2015/2016 spędził na wypożyczeniu w belgijskim KMSK Deinze, grającym w drugiej lidze.
Latem 2016 Aarab odszedł z Wydadu. W listopadzie 2016 podpisał kontrakt z Deinze, występującym już w trzeciej lidze. W latach 2017–2019 ponownie grał w Wydadzie, a w 2019 przeszedł do AFC Tubize.

## Kariera reprezentacyjna
Aarab jest byłym zawodnikiem kadry Belgii U-21.